# Dobrzyki
Dobrzyki [dɔˈbʐɨki] (German Weinsdorf) là một ngôi làng thuộc khu hành chính của Gmina Zalewo, thuộc hạt Iława, Warmian-Masurian Voivodeship, ở miền bắc Ba Lan.